# 二林事件

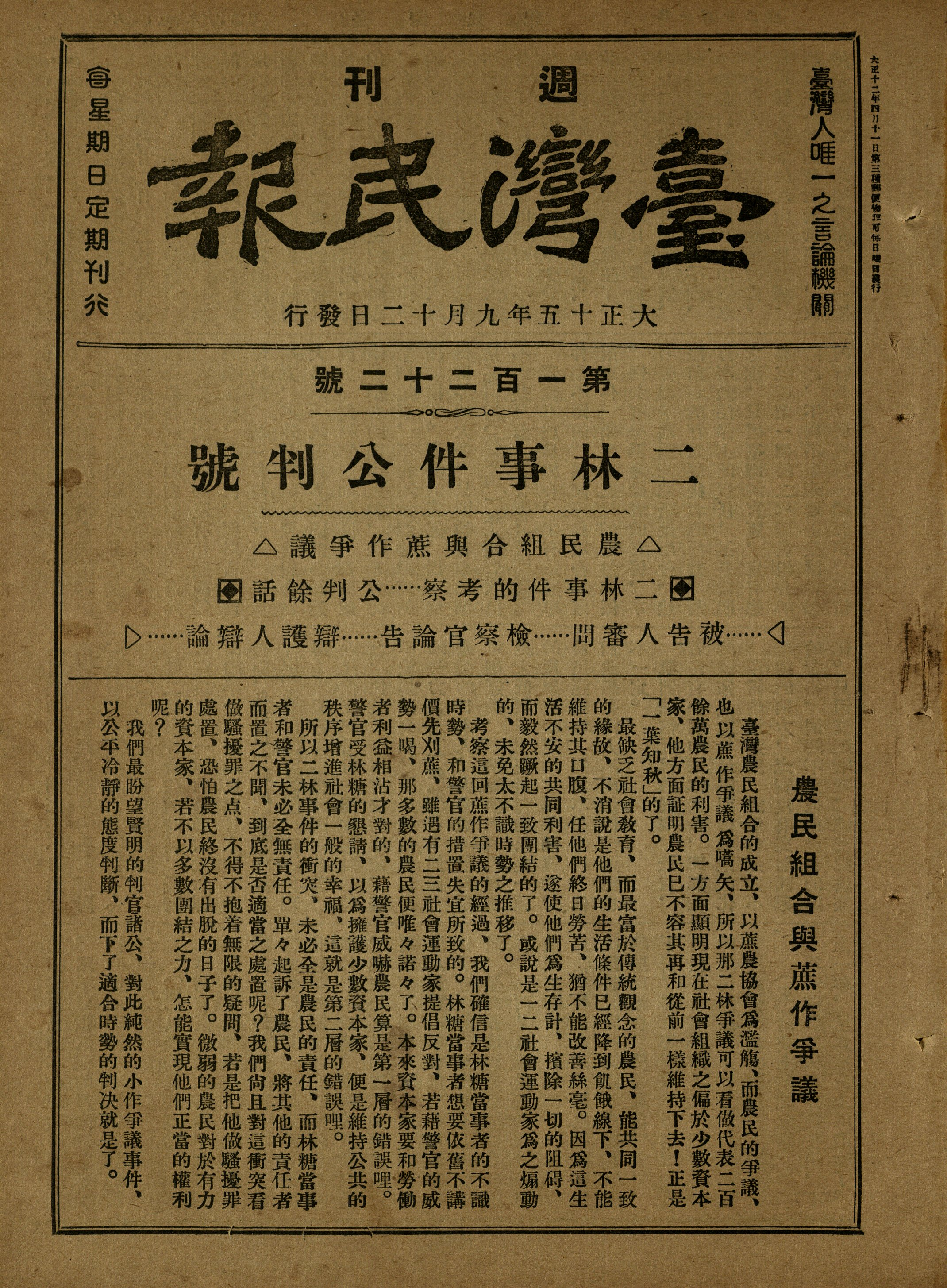
二林事件公判號，《臺灣民報》。

二林事件，又稱二林蔗農事件、林本源製糖騷擾事件，是台灣日治時期發生的農民運動，於1924年至1925年間在彰化二林發生。蔗農不滿林本源製糖的甘蔗收購價格太低，引發衝突事件。

## 起因

### 米糖相剋問題
1922年，蓬萊米培植成功，「米糖相剋」問題開始浮現。之後蔗農對蔗價問題的抗爭，隱含其背後糖業生產體制結構的轉變。換言之，米糖相剋問題，浮現在當時蔗農所面臨嚴重經濟剝削的情形。川野重任認為，米糖「相剋性」的呈現，除了米糖價格比價的層面之外，也出現在商品作物與維生作物爭地，以及民族經濟勢力之抗爭等問題。但柯志明認為，米糖相剋是在來米田與蔗田收入比較的問題，甘蔗的收購價格透過米、蔗田收入的比較，為米農收入所決定。而當米價上揚，農民爭搶種稻米時，甘蔗收購價格也會因米作收入增長而被迫提高，這時糖業苦於蔗農因米作收益提高而頻頻轉作導致的原料供應不足及不穩定。
糖業資本面臨利潤的萎縮，採取了一些方式來維持或增加其收益。除了生產力改善之外，製糖會社對付米糖相剋問題另一項策略為穩固甘蔗原料來源，為促使蔗農繼續維持甘蔗種植，採取了「米價比準法」和「預付金制度」以為因應，並推動「三年輪作制度」制約農民作物的選擇。然而收購價卻因補貼金與生產獎勵金的逐年減少，而使得蔗價呈現下跌而蔗田生產力卻持續增加的情況下，甘蔗單位價格及邊際價格亦呈現下跌；而預付金也促使蔗農因米價升高所帶動的物價上漲壓力，及為提高單位面積生產力，向會社增加借貸而加重自己的負債。因此，當時有句俗諺「第一憨，種甘蔗乎會社磅」，即道出蔗農對此的無奈。
在甘蔗收購價格無法提高，以及因借入更多預付金而加重負債的情況下，蔗農（尤其是情況最差的佃農）遂起而要求會社提高甘蔗收購價格，以及改進甘蔗計價的方式。在文化協會人士的啟蒙，以及農民組合幹部的鼓動下，終而釀成1920年代全島規模式的農民抗爭運動。

### 「工業日本，農業臺灣」政策
日本對臺灣島的殖民，採取的是所謂「工業日本，農業臺灣」的政策，其中因為臺灣氣候適合種植甘蔗，對臺灣製糖的經營不遺餘力，訂定各種辦法，操縱蔗農，實施「採收區域制度」和「產糖獎勵法」，以榨取蔗農血汗。
在這些制度下，蔗農所受的約制主要如下：
1. 蔗農所種植甘蔗只能賣給規定的糖廠，不得越區販賣。
2. 甘蔗收購價由廠方於每季甘蔗收成，製成糖於市場銷售後，才制定甘蔗收購價，蔗農不得有異議。
3. 秤量甘蔗由廠方進行，蔗農無權參與。
4. 種植甘蔗所需的肥料需向所屬糖廠購買，購買金額於收購價中扣除。
5. 甘蔗採收由廠方雇工進行，工資由收購價中扣除。

在這種奴隸式的合約下，蔗價完全由糖廠片面決定，不能有異議，鄰近糖廠收購價比較高，也不得越區轉賣，肥料還要向糖廠購買，價格也完全由糖廠決定，秤量甘蔗時糖廠總是偷工減兩，蔗農也不得有異議。蔗農在長期的壓迫下，不滿情緒早就漫延，出現激烈的反抗只是時間的問題，二林這個地方的特殊情況，正提供事件爆發的觸媒。另，依官方紀錄，李應章向與林爐、許學交惡，1923年，林爐向會社租耕的土地期滿，李應章也想向會社租地耕作，但會社最後和林爐續約，此後李應章就和會社對立。
二林地區甘蔗面積廣大，不只有一家糖廠，[林本源製糖株式會社] 的收購價長期比[明治製糖明治製糖株式會社]偏低，而肥料價格林糖卻又比明糖高。1924年，明糖甘蔗每千斤5.9圓，林糖只有4.7圓；而肥料明糖每包3.3圓，林糖卻4.75圓。兩者一年一甲就差了170圓以上，這種情況已持續兩三年，自然引起林糖蔗農不滿，四月間，當地的[二林庄]長林爐及開業醫師許學被五百餘蔗農推為代表，向林糖提出補償要求，因[北斗郡]守認為農民要求有理出面調解，十二月林糖讓步，以每甲增加5圓臨時補給金的方式打發農民的抗爭。
台灣文化協會知道此事後，1925年6月，文協理事李應章醫師在[彰化縣二林成立「二林蔗農組合」，選出如下幹部：
1. 理事長: 李應章
2. 常任理事: 詹奕候、劉崧甫、蔡淵騰
3. 監事: 陳萬勤、謝黨、謝月、詹忠、洪珍、詹昌寶
4. 農民: 陳習

農組並聘用臺南新報日籍記者[泉風浪]及臺籍辯護士（律師）[鄭松筠]為顧問。

## 事件過程
組合成立後，即開始向林糖交涉提高收購價格，也向北斗郡、台中州、總督府請願，但都沒有得到善意回應。1925年9月27日再次舉行農民大會，決議向林糖提出如下條件:
1. 糖廠與蔗農協定甘蔗收購價格，於收割前公佈。
2. 肥料由蔗農自由購用
3. 甘蔗過磅應會同蔗農代表

10月6日李應章、詹奕候等幹部與蔗農代表十幾人以上述條件向林糖交涉，林糖專務吉田要求交涉人員要有蔗農正式委任狀才可。10月15日組合人員攜帶了1000多份蔗農的面任書再到糖廠見吉田，但吉田說組合成員不配做代表，談判破裂。因為糖廠強硬的態度，激化了農民的憤慨情緒，決定進行激烈的抗爭。此時已經接近甘蔗的採收期，於是組合決定阻止林糖的強行採收。總共擬定三個方針:
1. 先議定甘蔗價格後再讓廠方採收
2. 反對廠方單方面過磅甘蔗重量
3. 反對廠方強迫蔗農購買其肥料

甘蔗採收進度必須配合糖廠的作業能力，必須排定順序，通常甘蔗越早採收，含水份會較多，對蔗農會較有利，以往為求公平，林糖都是採抽籤的方式，但1925年這一年林糖為迫使農組就範，決定先採收未加入農組的蔗農甘蔗，這讓兩方衝突不可避免的發生。

10月21日製糖廠派人帶領僱工到二林、沙山兩村七處非組合成員的蔗田要收割，被組合成員阻止。22日早上，林糖及僱工三十幾人強勢進行收割，組合成員出面阻止，僱工們雖然拿到較平時優厚的工資，面對衝突觀望不前。當天下午一點左右，遠藤巡查部長率六名巡查（大石、諸富、和知、小野、高木、洪文滔）、北斗郡喜多特務（特別高等員警）及糖廠社員20多人、僱工16人前往支援收割。農組這邊的蔗農陳習見狀也敲鑼號召更多人前來，雙方對峙情勢緊張。

在對峙中，為突破僵局，糖廠原料主任矢島便抓起一把鐮刀開始收割，並要僱工一起收割，員警見狀一擁而上保護矢島。圍觀的組合成員除高喊「未發表蔗價不准割蔗」外，也有人拾起蔗節及土塊向矢島扔擲。遠藤等員警立即拔出佩刀，護衛矢島繼續收割，蔗農於是大聲質問員警「何時做糖廠走狗，為什麼要拔刀？」，遠藤等數名員警立即將佩刀歸鞘，但有兩名員警卻仍繼續揮舞佩刀，這激化了蔗農的情緒，並引發彼此的衝突，在衝突中，該兩名員警的佩刀被蔗農蔡琴、謝衢奪走，員警、糖廠人員被趕走，但蔗農見事態嚴重，也紛紛散去。之後李應章出診後回醫院，經聚集於他的診所的群眾說明，了解事情原委後，要求大家冷靜，群眾的情緒才逐漸平靜下來。

10月23日早上，大批巡查包圍李應章的診所，逮捕李應章並搜走蔗農組合相關文件，除了李應章外，巡查也在各地展開大規模的搜捕，總共逮捕了93人，先送到二林員警分室拷打後，再轉送到北斗警察局關起來。在二林員警室拷打時，用刑極為殘酷，導致有人因而殘廢，也有人不堪凌辱而自殺。之後又陸續搜捕，總計被逮捕者超過400人。被捕的人中，許多其實只是當天在場看熱鬧的群眾，既非農組成員，也沒有參與衝突，而且當天含圍觀群眾，也不過才200餘人在場。
日本勞動總同盟十分同情二林事件被起訴者的處境，派了布施辰治與麻生久兩位律師來臺協助辯護，文化協會也派了兩名律師幫忙辯護。1927年4月，審判終結，最後共25人被判刑，李應章被判刑八個月。這個事件影響日後臺灣的農民運動，許多蔗農乾脆故意不下田，採取消極的不合作態度。

受此事件的影響，鳳山街、麻豆街等地也於同年成立地方性農民組合。1926年6月，在農民運動的活躍份子，如簡吉等人的奔走之下，組成了全島性的「臺灣農民組合」。從日本殖民官方的統計數據來看，蔗農抗爭事件於1925年達於頂峰，當年共發生12件爭議，人數達5290人，而1926年蔗田耕作面積是十年來最少的。；佃農的抗爭事件也自是年起，逐年增加，人數規模也大為擴增。1931年之後抗爭趨於平息，原因不在於農民所受的壓迫減少，而是因為農民組合幹部大部份入獄。
| 年                 | 蔗農抗爭件數 | 蔗農抗爭人數 |
| 1923（大正十二年） | 4            | 74           |
| 1924（大正十三年） | 5            | 1633         |
| 1925（大正十四年） | 12           | 5290         |
| 1926（昭和元年）   | 1            | 80           |
| 1927（昭和二年）   | 0            | 0            |
| 1928（昭和三年）   | 3            | 282          |
| 1929（昭和四年）   | 4            | 192          |
| 1930（昭和五年）   | 1            | 70           |
| 1931（昭和六年）   | 2            | 745          |

資料來源：臺灣總督府警察沿革誌第二篇 - 領臺以後的治安狀況（中卷）

## 相關影視
- 春梅

## 資料來源
- 柯志明（2003），《米糖相剋—日本殖民主義下臺灣的發展與從屬》，臺北：群學。
- 盧俊偉（2007），〈1920年代臺灣蔗農抗爭因素的結構分析〉，《中華人文社會學報》，6：170-187。
- 吳育臻（2002），〈從地理學的觀點評介關於「米糖相剋議題的文獻」〉，《環境與世界》，6：57-70。
- 龔晉珠、李玲虹 (2007/04) ，《臺灣農民運動先驅者-李偉光(上卷)》，臺北：海峽學術出版社。
- 林書揚等 (2006/06) ，《臺灣社會運動史 第四冊》，臺北：海峽學術出版社，6: 13。
- 魏金絨、洪長源 (1997/06)，《二林蔗農事件-殖民地的恕吼》，彰化：彰化縣政府文化局 。